# Pouzolzia orientalis
Pouzolzia orientalis är en nässelväxtart som först beskrevs av Frederik Michael Liebmann, och fick sitt nu gällande namn av Hugh Algernon Weddell. Pouzolzia orientalis ingår i släktet Pouzolzia och familjen nässelväxter. Inga underarter finns listade i Catalogue of Life.